# Сілвер-Гейт (Монтана)
Сілвер-Гейт (англ. Cooke City-Silver Gate) — переписна місцевість (CDP) в США, в окрузі Парк штату Монтана. Населення — 20 осіб (2010).

## Географія
Сілвер-Гейт розташований за координатами 45°1′11″ пн. ш. 109°58′59″ зх. д. / 45.01972° пн. ш. 109.98306° зх. д. (45.019698, -109.983004).  За даними Бюро перепису населення США в 2010 році переписна місцевість мала площу 11,39 км², уся площа — суходіл.

### Клімат
| Клімат : Сілвер-Гейт    | Клімат : Сілвер-Гейт | Клімат : Сілвер-Гейт | Клімат : Сілвер-Гейт | Клімат : Сілвер-Гейт | Клімат : Сілвер-Гейт | Клімат : Сілвер-Гейт | Клімат : Сілвер-Гейт | Клімат : Сілвер-Гейт | Клімат : Сілвер-Гейт | Клімат : Сілвер-Гейт | Клімат : Сілвер-Гейт | Клімат : Сілвер-Гейт | Клімат : Сілвер-Гейт |
| Показник                | Січ.                 | Лют.                 | Бер.                 | Квіт.                | Трав.                | Черв.                | Лип.                 | Серп.                | Вер.                 | Жовт.                | Лист.                | Груд.                | Рік                  |
| Абсолютний максимум, °C | 8,9                  | 12,2                 | 14,4                 | 22,2                 | 26,7                 | 31,1                 | 32,2                 | 31,1                 | 29,4                 | 24,4                 | 14,4                 | 8,3                  | 32,2                 |
| Середній максимум, °C   | −4,3                 | −1,1                 | 2,8                  | 6,9                  | 12,3                 | 18,1                 | 23,3                 | 22,3                 | 16,9                 | 9,2                  | 0,1                  | −4,7                 | 8,5                  |
| Середня температура, °C | −9,8                 | −7,8                 | −4,2                 | −0,2                 | 4,9                  | 9,5                  | 13,4                 | 12,6                 | 7,8                  | 2,0                  | −5,4                 | −9,9                 | 1,1                  |
| Середній мінімум, °C    | −15,4                | −14,6                | −11,2                | −7,3                 | −2,5                 | 0,9                  | 3,6                  | 2,8                  | −1,2                 | −5,2                 | −10,9                | −15,2                | −6,3                 |
| Абсолютний мінімум, °C  | −40,6                | −41,7                | −32,8                | −27,8                | −17,2                | −6,7                 | −5,6                 | −6,7                 | −16,1                | −25                  | −30,6                | −41,1                | −41,7                |
| Норма опадів, мм        | 58                   | 45                   | 49                   | 50                   | 70                   | 80                   | 52                   | 52                   | 47                   | 43                   | 53                   | 58                   | 657                  |
| Днів з опадами          | 17                   | 13                   | 13                   | 11                   | 14                   | 13                   | 11                   | 11                   | 10                   | 10                   | 14                   | 16                   | 153,0                |
| ----------------------- | -------------------- | -------------------- | -------------------- | -------------------- | -------------------- | -------------------- | -------------------- | -------------------- | -------------------- | -------------------- | -------------------- | -------------------- | -------------------- |
| Джерело:                |                      |                      |                      |                      |                      |                      |                      |                      |                      |                      |                      |                      |                      |

## Демографія
Згідно з переписом 2010 року, у переписній місцевості мешкало 20 осіб у 12 домогосподарствах у складі 4 родин. Густота населення становила 2 особи/км².  Було 149 помешкань (13/км²).
Расовий склад населення:
| - 100,0 % — білих |

До двох чи більше рас належало 0,0 %. Частка іспаномовних становила 0,0 % від усіх жителів.
За віковим діапазоном населення розподілялося таким чином: 5,0 % — особи молодші 18 років, 75,0 % — особи у віці 18—64 років, 20,0 % — особи у віці 65 років та старші. Медіана віку мешканця становила 53,0 року. На 100 осіб жіночої статі у переписній місцевості припадало 122,2 чоловіків;  на 100 жінок у віці від 18 років та старших — 137,5 чоловіків також старших 18 років.
Цивільне працевлаштоване населення становило 6 осіб. Основні галузі зайнятості: роздрібна торгівля — 33,3 %, публічна адміністрація — 33,3 %, науковці, спеціалісти, менеджери — 16,7 %, мистецтво, розваги та відпочинок — 16,7 %.